# Geschwister Schmid
Das Trio Geschwister Schmid, namentlich Klärli (* 13. August 1917; † 1978 in Hägglingen), Werner (* 19. Mai 1926; † 1. Mai 2008), und Willy (* 29. August 1928; † 11. Oktober 2013) waren in den 1940er- und 1950er-Jahren bekannte Schweizer Gesangsinterpreten. Sie gelten als die ersten Schweizer, die auf dem Gebiet der Unterhaltungsmusik internationale Bedeutung erlangten.

## Leben
Als Vater Schmid 1924 in Hägglingen das Restaurant ‚Central‘ übernahm, hatte die Familie bereits drei Kinder. Gottfried (* 1916), Klärli (* 1917) und Julius (* 1919). Die musikbegeisterten Eltern liessen ihren Kindern Klavier- und Geigenunterricht zukommen, geübt wurde in der Gaststube. In der Mitte der zwanziger Jahre entstand das erste Hausorchester Schmid, das an Wochenenden oft zur Unterhaltung aufspielte. Im Jahr 1926 wurde Werner, 1928 Willy geboren. Wenig später durften Julius und Klärli im Radiostudio Zürich in der Kinderstunde mit grossem Erfolg zwei Lieder vortragen, darauf folgten Engagements in der ganzen Schweiz. Am Schweizerischen Trachtenfest 1934 in Montreux wurde der Auftritt von Klärli und Julius von der Paramount-Wochenenschau gefilmt. 

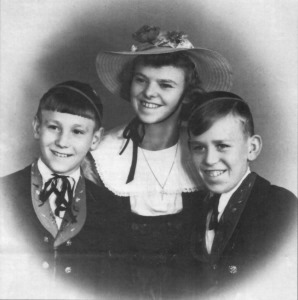
Willy, Klärli und Werner Schmid, ca. 1934

Mitte der 1930er-Jahre wurden auch Willy und Werner ins Hausorchester aufgenommen. Im Jahr 1936 wurden die vier Geschwister an die Weltausstellung nach Paris eingeladen. Weil Julius aber vorher den Stimmbruch bekam, traten Klärli, Willy und Werner alleine auf. Der Auftritt wurde ein Grosserfolg: Es war die Geburtsstunde des Trios Schmid.

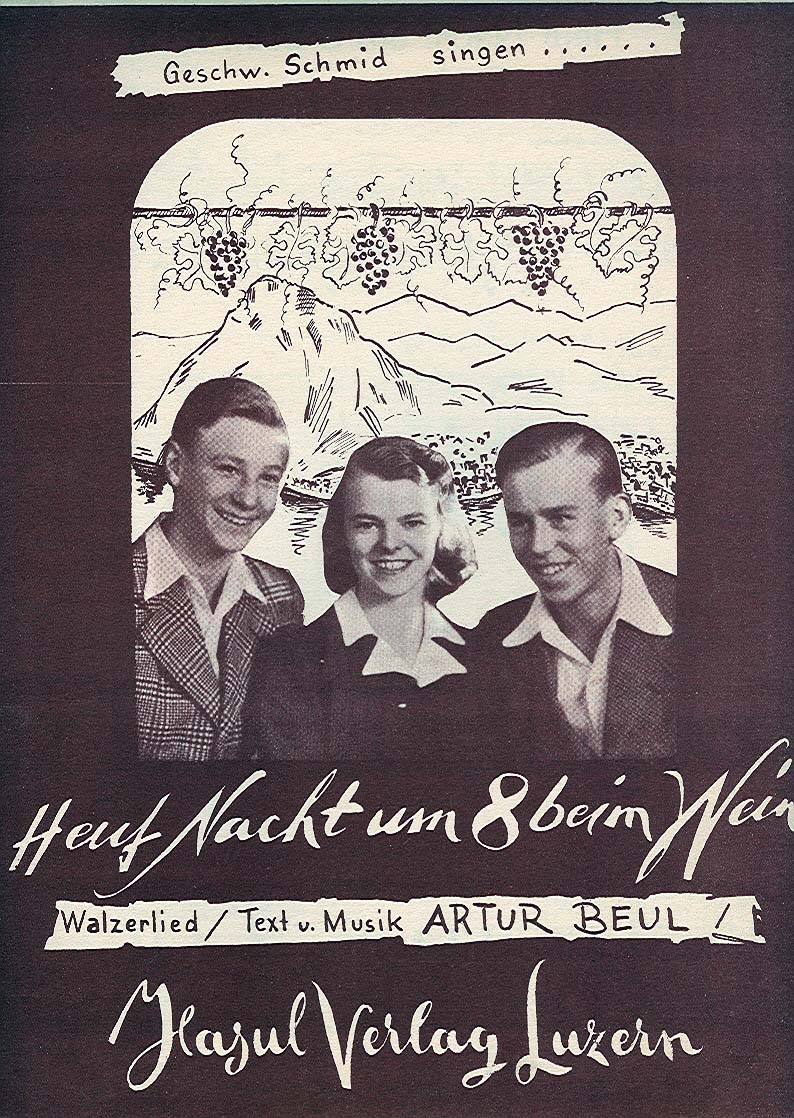
Erstausgabe eines Liedes von Artur Beul

Im Jahr 1939 veröffentlichte die Schweizer Marke ‚Elite Records‘ die ersten zwei Schallplatten mit den Liedern Hüt isch z’Züri Chilbitanz, d’Seebuebe, s Mälchliedli und Kupferschmieds Anneli.
Anfang des Zweiten Weltkriegs entstanden zur geistigen Landesverteidigung rund um den Aktivdienst verschiedene Schweizer Spielfilme. Der erste und bekannteste war 1940 S’Margritli und d’Soldate, zu dem der Schweizer Bandleader Teddy Stauffer die Musik schrieb. Als Interpreten für sein Lied Margritli wurden die Geschwister Schmid ausgewählt; dies dank eines Jodels, den ihr Bruder Julius an den Anfang der Komposition gesetzt hatte. Das Margritli-Lied wurde ein grosser Verkaufsschlager und wird auch heute noch am Radio gespielt.
Mit dem Orchester von Teddy Stauffer, den Original-Teddies und einem Lehrer für die noch schulpflichtigen Buben gingen die Geschwister Schmid auf Schweizer Tournee. Weitere Plattenaufnahmen entstanden, darunter der Evergreen Ich han en Schatz am schöne Zürisee von Buddy Bertinat. Im Zürcher Variété-Theater Corso traten die Schmids im gleichen Programm auf wie Maurice Chevalier und in Gstaad wurden sie von General Guisan begrüsst.
Nach Teddy Stauffers Wegzug in die USA begann die eigentliche Glanzzeit der Geschwister Schmid. Zu verdanken hatten sie dies Artur Beul, einem bisher unbekannten Lehrer und Hobbykomponisten. Dieser hatte die Schmids im Corso gesehen, war von ihnen begeistert und schickte ihnen eine seiner Kompositionen. Das Lied Am Himmel stoht es Sternli z’Nacht gefiel den Geschwistern auf Anhieb und sie nahmen es auf Schallplatte auf.

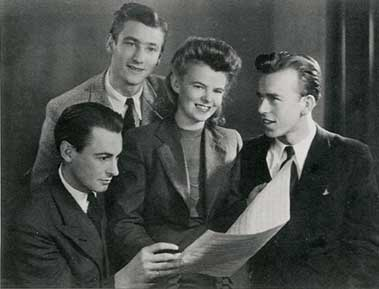
Willy, Klärli und Werner Schmid mit ihrem Komponisten Artur Beul

Für die Popularität des Trios war die Zusammenarbeit mit Artur Beul ausschlaggebend. Das Team arbeitete fast zehn Jahre zusammen und schuf in dieser Zeit manche Lieder, die zu Evergreens geworden sind wie z. B. Stägeli uf, Stägeli ab, (1943) Mir zwei undrem Rägeschirm, Übre Gotthard flüged Bräme (1945). Diese und zahlreiche andere beherrschten das Musikprogramm von Radio Beromünster und Unterhaltungsabende von Vereinen. 
Nach dem Krieg knüpften die Schmids Kontakte ins Ausland, es folgten Konzerte in Österreich, Deutschland, Holland, Frankreich und England. Um die Nachfrage im Ausland zu befriedigen, nahm das Trio vermehrt deutsch gesungene Titel in ihr Repertoire auf wie Unter der Sonne von Santa Monica oder Süsses Mädchen aus Jamaica.
Die beiden älteren Brüder der Schmids, Gottfried und Julius, der sich jetzt Joe nannte, stiegen 1950 ins Gastgewerbe ein: Gottfried übernahm das Hotel Hallwil in Beinwil am See, der Profimusiker und Bandleader Joe das Kindli in der Zürcher Altstadt. In beiden Lokalen war das Trio Schmid häufig zu Gast. Besonders das Kindli entwickelte sich rasch zur eigentlichen Basis. 
Neben ihren Auftritten wirkten die Schmids in einigen Filmen, wie zum Beispiel 1954 in Grosse Star-Parade mit und traten in Fernsehshows auf. Ihre Aufnahmen erschienen nun bei Decca, wie etwa Winke-Winke oder Es steht eine Mühle im Schwarzwäldertal.
Mit einem Visum als Skilehrer (ein Visum als Musiker war am Veto der amerikanischen Musiker-Gewerkschaft gescheitert) reisten sie 1954 in die USA. Dank Beziehungen kam das Trio zu einem Auftritt im New Yorker Nachtclub Blue Angel, der sich rasch zu einem Publikumsrenner entwickelte. Als Trio Shmeed oder Happy Yodlers zogen Claire, Willy und Werner durch die Staaten. In Radio und Fernsehen warben sie täglich für die Schweiz und natürlich auch für das Kindli in Zürich. In Hollywood, Las Vegas, Detroit und kanadischen Grossstädten wurden sie gefeiert und Minneapolis ernannte die Schmids sogar zu Ehrenbürgern. Der Höhepunkt in den USA bildete eine Schweizer Folklore-Show, die Werner Schmid organisierte und die im Frühling 1959 in New Yorks Radio City Music Hall über die Bühne ging. Die Show war sieben Wochen lang ausverkauft. Während eines Monats liefen mehrere Male pro Tag kleine Ausschnitte aus der Show über die amerikanischen Bildschirme und für Millionen von TV-Konsumenten wurde die Schweiz, die oft mit Schweden verwechselt wurde, zu einem Begriff.
Mitte 1961 kehrten die Schmids definitiv in die Schweiz zurück. Nach ein paar Auftritten in europäischen Fernsehshows verabschiedeten sie sich von ihrem Publikum. Klärli Schmid verstarb Ende Dezember 1978 an einem Herzversagen. Gottfried war bereit 1956 an Leukämie verstorben.
Werner machte sich zunächst als Produzent der ZDF-Unterhaltungssendung Der goldene Schuß einen Namen und war auch an der Louis-Armstrong-Tournee durch die DDR beteiligt; später inszenierte er die Musicals Anatevka und Hair. Im Jahr 1974 vermittelte er den israelischen Löffelbieger Uri Geller an Fernsehstationen in ganz Europa und löste damit einen grossen Medienrummel aus.

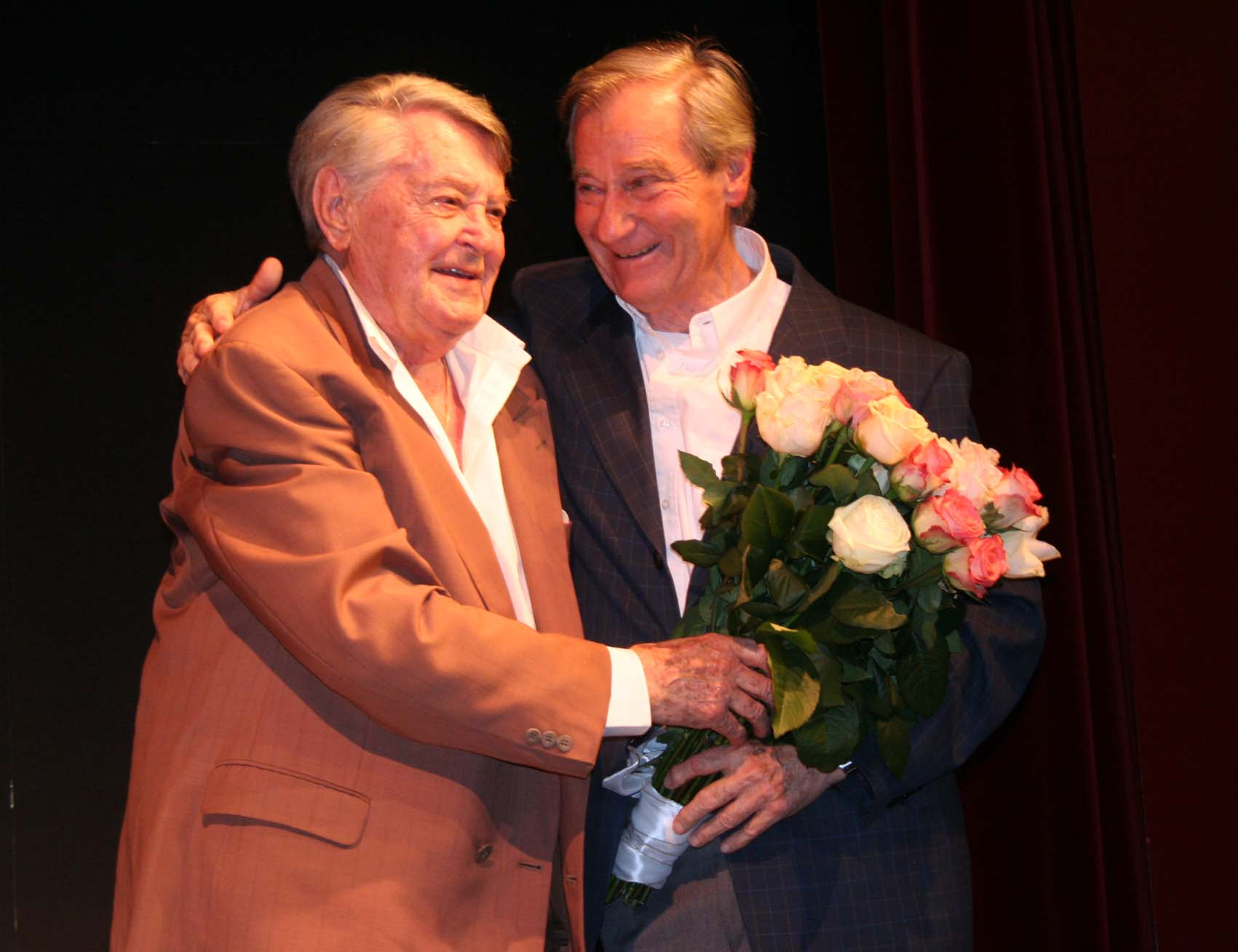
Artur Beul und Willy Schmid anlässlich der Preisübergabe der Goldenen Ehrenmedaille an Beul am 14. September 2007

Willy Schmid versuchte es nach der Auflösung des Trios ohne grossen Erfolg als Schlagersänger, später widmete er sich erfolgreich der Leitung der Kindli-Band im Lokal seines Bruders Joe. Joe Schmid verstarb im März 1983 und Werner im Mai 2008. Willy Schmid starb am 11. Oktober 2013 im Alter von 85 Jahren in Küsnacht, wo er zusammen mit seiner Frau gelebt hatte.

## Hörspiel und Musical
1964 wurde die Geschichte des Trios von Hans Gmür und Sepp Renggli unter dem Titel Hägglingen bis Hollywood als Hörspiel aufbereitet, bei dem neben Sprechern wie Elisabeth Schnell, Ueli Beck und Jörg Schneider die Geschwister Schmid selber mitspielten.
2004 entstand unter dem Titel Das Comeback der Geschwister Schmid eine Musikshow, die Ausschnitte aus dem Leben des Trios zeigte. Sie wurde im Casinotheater Winterthur aufgeführt.